# Kunhimangalam
Kunhimangalam es una ciudad censal situada en el distrito de Kannur en el estado de Kerala (India). Su población es de 18965 habitantes (2011). Se encuentra a 30 km de Kannur.

## Demografía
Según el censo de 2011 la población de Kunhimangalam era de 18965 habitantes, de los cuales 8438 eran hombres y 10527 eran mujeres. Kunhimangalam tiene una tasa media de alfabetización del 94,39%, superior a la media estatal del 94%: la alfabetización masculina es del 97,34%, y la alfabetización femenina del 92,09%.